# Смотра словачког дечиjег позоришног стваралаштва 3xЂ
3xЂ (свк. Prehliadka slovenskej detskej divadelnej tvorby - 3xĎ) је смотра дечијег позоришног стваралаштва Словака у Војводини.

## Историјат
Смотра је настала 1993. године у Старој Пазови са намером да се подржи делатност словачких дечијих позоришних ансамбала у Србији, као и да се подстиче унапређење и презентација драмског стваралаштва за децу. У почетку је фестивал организован у јуну а у последње време фестивал се одржава у новембру.
Фестивал није организован једино 1999. године. У оквиру фестивала постоје три категорије: 1. луткарско позориште, 2. деца за децу и 3. одрасли за децу. Најуспешнијим, како деци тако и одраслима, додељују се разне награде.
Организатори фестивала су Позориште ВХВ Стара Пазова и СКУД „Херој Јанко Чмелик”.